# جامايكا في الألعاب الأولمبية الصيفية 2016
نافست جامايكا في دورة الألعاب الأولمبية الصيفية 2016 في ريو دي جانيرو، البرازيل، من 05-21 أغسطس 2016. وكان هذا الظهور الاولمبي السادس عشر لها كدولة مستقلة، على الرغم من أنه قد نافست سابقا في أربع دورات أخرى باعتبارها مستعمرة بريطانية، وكجزء من اتحاد جزر الهند الغربية.